# Joe Tippett
Joe Tippett (geb. 1. März 1982 in Washington, D.C.) ist ein US-amerikanischer Schauspieler.

## Leben
Tippet begann seine Schauspielerkarriere zunächst mit kleineren Auftritten in Film- und Fernsehproduktionen. Parallel trat er am Theater auf. 2015 gab er sein Broadway-Debüt in der Inszenierung des Stücks Airline Highway.
2018 war Tippett in der NBC-Serie Rise als Footballcoach Sam Strickland zu sehen. Im Jahr 2021 trat er in der Miniserie Mare of Easttown an der Seite von Kate Winslet als John Ross auf.
Tippett ist seit dem Jahr 2016 mit der Musikerin Sara Bareilles liiert, die er bei einer Musical-Produktion kennengelernt hatte.

## Filmografie (Auswahl)
- 2006: Herzensangelegenheiten (Gray Matters)
- 2012: Damascus Road (Kurzfilm)
- 2013: Boardwalk Empire (Fernsehserie, 2 Episoden)
- 2015: The Blacklist (Fernsehserie, 1 Episode)
- 2016: Our Time
- 2016: Bull (Fernsehserie, 1 Episode)
- 2017: Chicago Justice (Fernsehserie, 1 Episode)
- 2018: Monsters and Men
- 2018: Rise (Fernsehserie, 10 Episoden)
- 2018: Dirty John (Fernsehserie, 2 Episoden)
- 2019: The Act (Fernsehserie, 1 Episode)
- 2019: Patsy & Loretta (Fernsehfilm)
- 2019: Elementary (Fernsehserie, 1 Episode)
- 2019: The Morning Show (Fernsehserie, 4 Episoden)
- 2020: The Good Lord Bird (Miniserie, 1 Episode)
- 2021: Mare of Easttown (Miniserie, 7 Episoden)
- 2022: Mr. Harrigan’s Phone
- 2022: Spirited
- 2023: Monarch: Legacy of Monsters (Fernsehserie)
- 2025: American Primeval (Miniserie, 6 Episoden)

## Theatrografie (Auswahl)
- 2013: Ashville (Cherry Lane Theatre, New York)
- 2015: Airline Highway (Samuel J. Friedman Theatre, New York)
- 2015: Waitress (American Repertory Theater, Cambridge, Massachusetts)
- 2016: Waitress (Brooks Atkinson Theatre, New York)
- 2016: Familiar (Playwrights Horizons, New York)
- 2016: Indian Summer (Playwrights Horizons, New York)
- 2016: This Day Forward (Vineyard Theatre, New York)
- 2018: Our Very Own Carlin McCullough (Geffen Playhouse, Los Angeles)